# Kanavi, Gadag
Kanavi là một làng thuộc tehsil Gadag, huyện Gadag, bang Karnataka, Ấn Độ.